# Lycosa pavlovi
Lycosa pavlovi este o specie de păianjeni din genul Lycosa, familia Lycosidae, descrisă de Schenkel, 1953. Conform Catalogue of Life specia Lycosa pavlovi nu are subspecii cunoscute.